# Bahren (Grimma)
Bahren ist ein Gemeindeteil der sächsischen Stadt Grimma im Landkreis Leipzig.

## Geografie
Bahren liegt etwa 3,5 Kilometer nordöstlich von Grimma, zum Teil innerhalb einer markanten Flussschleife der Vereinigten Mulde. Nördlich von Bahren verläuft die Bundesautobahn 14, die nächstgelegene Anschlussstelle ist Grimma.
Nachbarorte von Bahren sind Trebsen und Neichen im Norden, Nerchau im Nordosten, Deditz im Osten, Golzern im Südosten, Döben im Süden, Dorna im Südwesten, Hohnstädt im Westen sowie Seelingstädt im Nordwesten.

## Geschichte

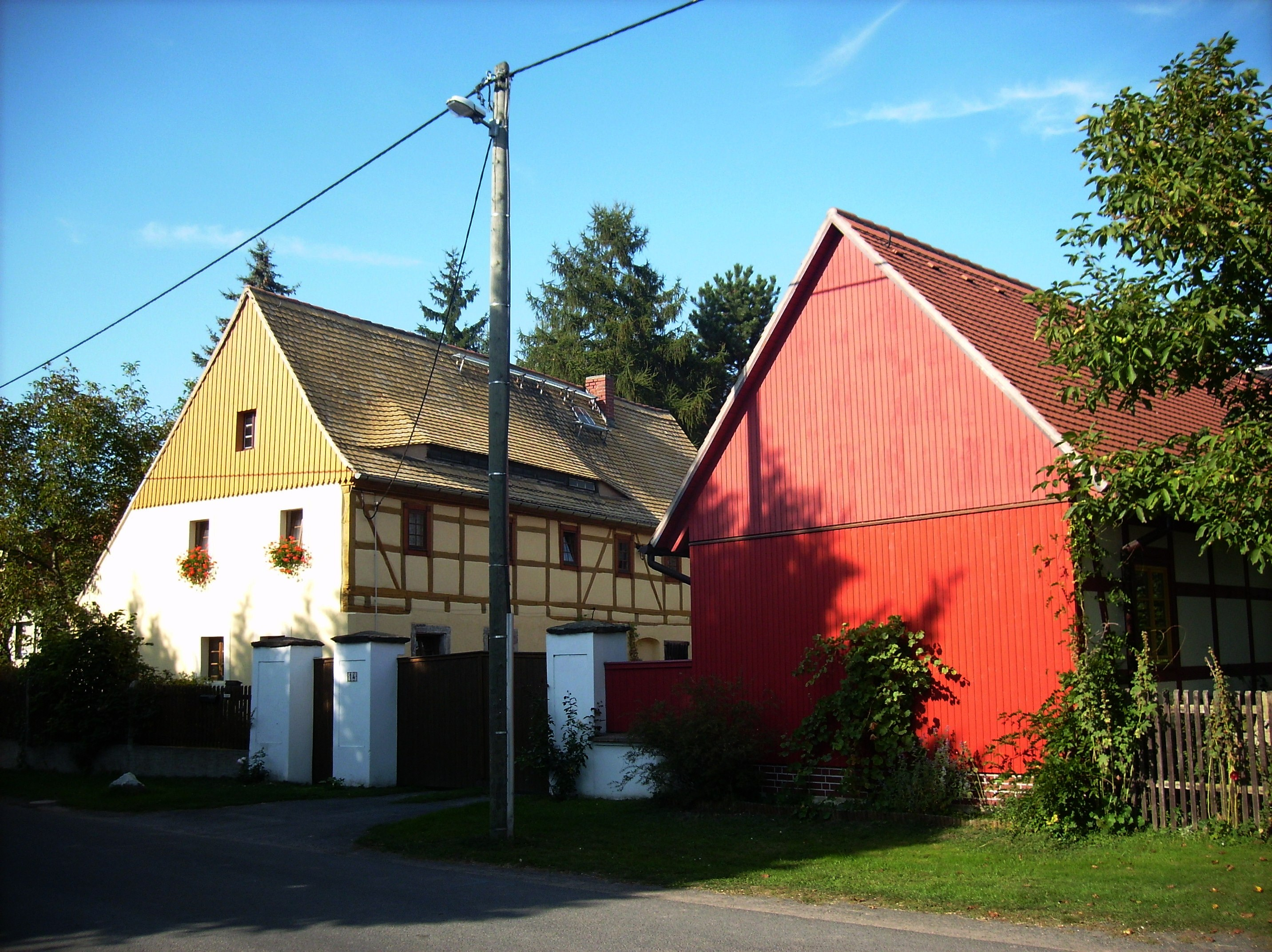
Bauernhof in Bahren (2012)

Die erste belegte Ortsnamenform datiert von 1421 als Parin, bereits 1348 wird ein Friedrich von Parin erwähnt. August Schumann nennt 1814 im Staats-, Post- und Zeitungslexikon von Sachsen Bahren betreffend u. a.: 

„Es gehört schriftsässig zu dem Rittergute Böhlen, hat 57 Einwohner über 10 Jahre, welche 55 Kühe, 7 Pferde und 4 Hufen besitzen. Auch eine herrschaftl. Schäferei trifft man hier.“

Albert Schiffner ergänzt 1827 u. a.: 

„[…] in fruchtbarer Flur, nahe dem Kolmberge gelegen, […]. Die Einwohner sind nach Hohenstädt gepfarrt und zur Schule gewiesen. Der Ort hat 20 Häuser und 120 Einwohner.“

1886 entstand in Bahren die heute historisch bedeutsame Arbeitersiedlung „Kamerun“ der Papierfabrik Golzern.
1955 wurde für die Lehrlinge der Papierfabrik ein Wohnheim im Ort errichtet, am 15. Oktober erfolgte der Erstbezug. Am 1. Januar 1957 erfolgte der Zusammenschluss der Abteilungen praktische Ausbildung, theoretische Ausbildung und Lehrlingswohnheim zu einer Betriebsberufsschule (BBS).
Am 1. Januar 1969 wurde Bahren in die Gemeinde Golzern eingemeindet. Zum 1. Januar 1994 wurde Letztere in die Stadt Nerchau eingegliedert. Zum 1. Januar 2011 wurde Nerchau wiederum nach Grimma eingegliedert, womit Bahren seitdem ein Gemeindeteil von Grimma ist.

## Entwicklung der Einwohnerzahl
| Jahr    | Einwohnerzahl                                   |
| ------- | ----------------------------------------------- |
| 1548/51 | 10 besessene Mann, 4 Inwohner, 8 1⁄4 Hufen      |
| 1764    | 3 besessene Mann, 8 Gärtner, 1 Häusler, 4 Hufen |
| 1834    | 93                                              |
| 1871    | 86                                              |

| Jahr | Einwohnerzahl |
| ---- | ------------- |
| 1890 | 179           |
| 1910 | 302           |
| 1925 | 303           |
| 1939 | 297           |

| Jahr | Einwohnerzahl |
| ---- | ------------- |
| 1946 | 443           |
| 1950 | 391           |
| 1964 | 378           |
| 2010 | 547           |

## Persönlichkeiten
- Künstler Günter Ketelhut[7] (* 1926): Er schuf im Jahr 1989 das großformatige Porträt von Johann Gottfried Seume im Seume-Haus in Grimma, das seit 2006 zum Gymnasium St. Augustin gehört.

## Sehenswürdigkeiten

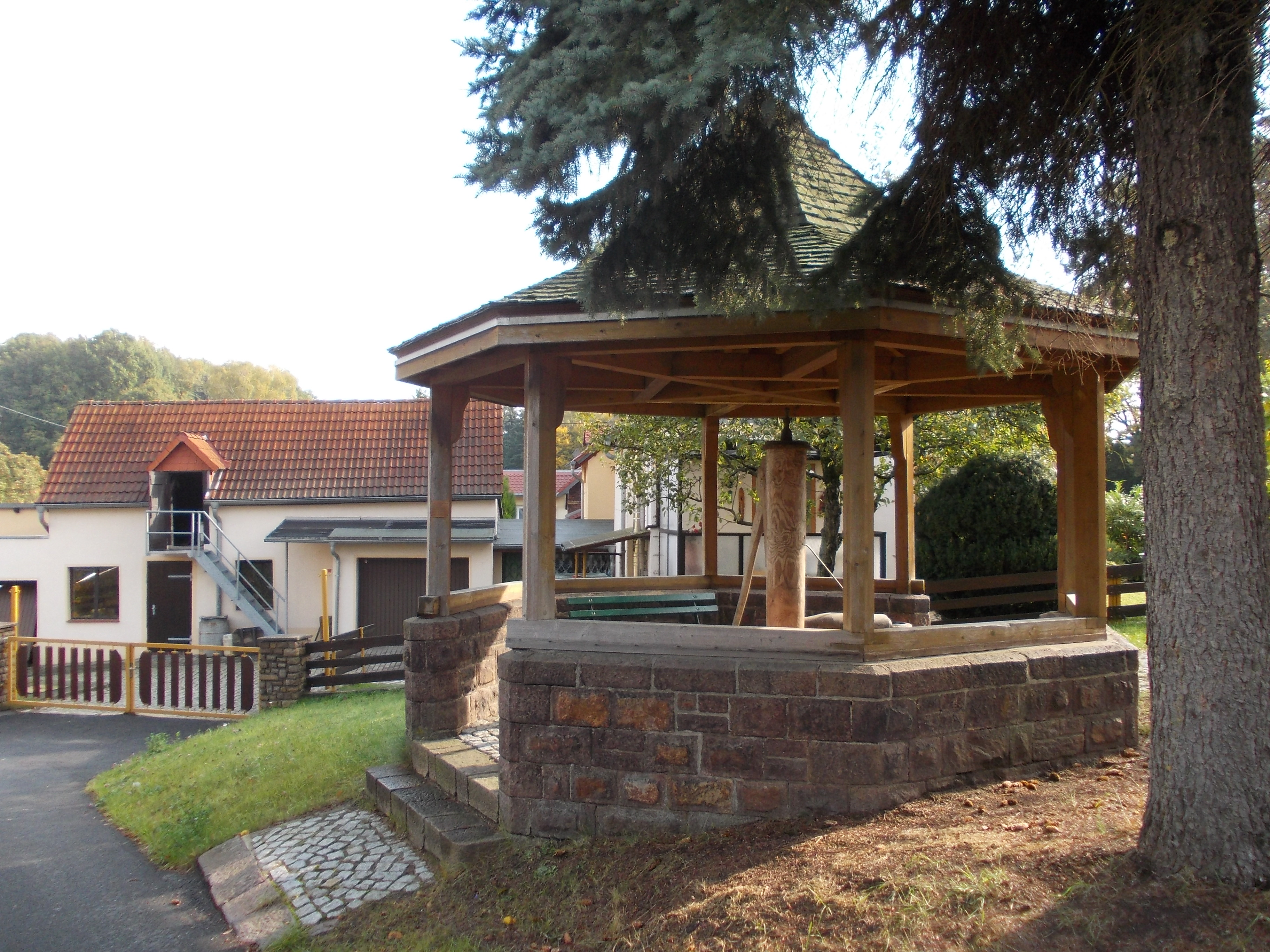
Das Brunnenhäuschen

Die Arbeitersiedlung „Kamerun“ der Papierfabrik Golzern ist heute eine örtliche Sehenswürdigkeit. Bemerkenswert sind weiterhin das Brunnenhäuschen und die Felsformation „Prinzengrotte“. Direkt innerhalb der Flussschleife der Mulde befindet sich die Wochenendsiedlung „Loreley“.
Der 1998 gegründete Heimatverein "Zur Prinzengrotte" e. V. Bahren präsentiert die Geschichte des Ortes in der Vereinsgalerie im Dorfgemeinschaftshaus.